# Wzór (banknot)

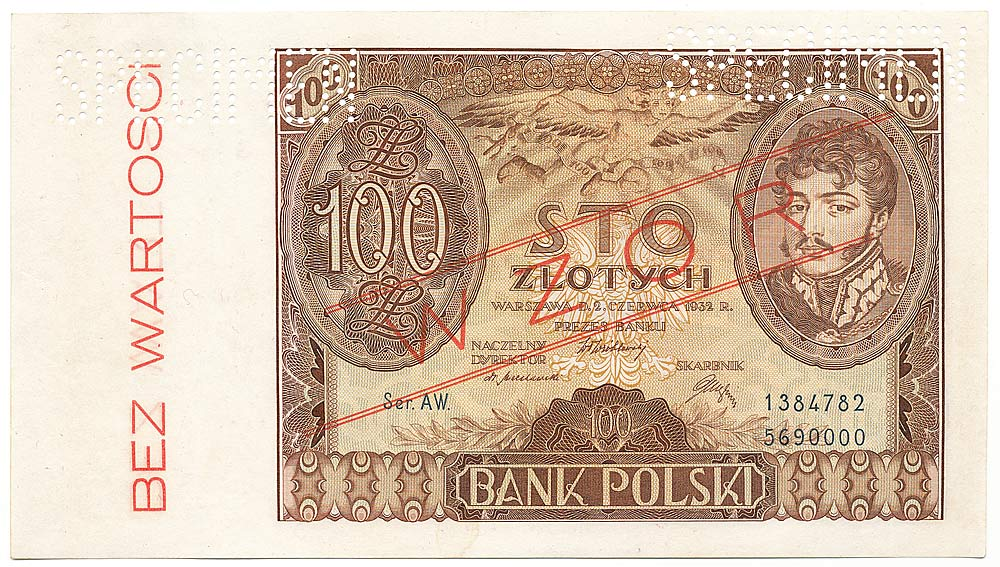
Awers wzoru okazowego banknotu 100 złotych emisji 1932

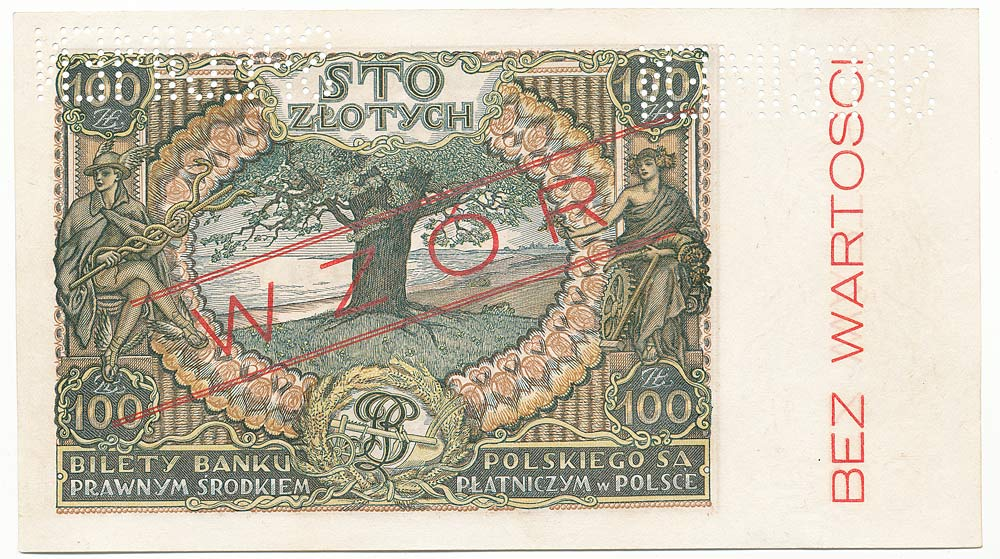
Rewers wzoru okazowego banknotu 100 złotych emisji 1932

Wzór banknotu – banknot nieprzeznaczony do obiegu, wydrukowany jako:
- tzw. wzór akceptacyjny dla decydentów w celu oceny banknotu przed jego zatwierdzeniem do druku, albo
- jako egzemplarz okazowy pozbawiony w trwały sposób wartości nabywczej przez kontrastowe nadruki lub perforację.

Wzorami akceptacyjnymi przeważnie są banknoty bez numeracji albo z numeracją zerową i bez nadruków.
Egzemplarze okazowe wykonuje się jako wzory dla banków krajowych lub zagranicznych, z którymi utrzymywane są stosunki pieniężne, Interpolu, placówek dyplomatycznych oraz z przeznaczeniem dla archiwów. Zazwyczaj wzory te posiadają numerację zerową lub kolejno następujące po sobie cyfry. Zdarzają się również sytuacje przygotowania ich z banknotów obiegowych, czyli z numeracją bieżącą. Nadruki na banknotach przeważnie wykonywane są dużymi literami w kolorze czerwonym lub innym. Inskrypcje te zazwyczaj kontrastowo różnią się od ogólnego tła rysunku.
W przypadku banknotów polskich na wzorach okazowych spotyka się napisy:
- WZÓR
- czasami dodatkowo Bez wartości lub
- SPECIMEN, a w przeszłości
- MUSTER niekiedy uzupełniony perforacją DRUCKPROBE.

Napisy WZÓR często, choć nie zawsze, umieszczane są między dwiema podwójnymi lub pojedynczymi liniami, albo też ujęte są w ramki. Niektóre wzory mają przekreślenia banknotu po przeciwprostokątnych. Umieszczenie numeracji – zerowej lub bieżącej – pozwala na ocenę kroju cyfr, czemu przede wszystkim służy ta druga. Niekiedy wzory banknotów obiegowych mają dodrukowywaną numerację z brakującymi cyframi w numeracji pierwszej w celu zaprezentowania wszystkich cyfr numeratora.
W kolekcjonerstwie wzory z epoki, zwłaszcza te z numeracją specjalną, są cenniejsze od banknotów obiegowych.
Od przełomu XX/XXI w. na polskim rynku kolekcjonerskim pojawiają się czasami tzw. „wzory Jaroszewicza” niemające nic wspólnego ze wzorami specjalnymi, przeznaczonymi dla celów bankowych. Powstawały one ze zwykłych banknotów obiegowych dla premiera rządu PRL Piotra Jaroszewicza, który kolekcjonował papierowe znaki pieniężne seriami. Wysokiej rangi urzędnik NBP miał obowiązek przekazywania premierowi wszystkich nowo wychodzących banknotów poszczególnych serii z bardzo niską numeracją, pozbawianych siły nabywczej w Drukarni Skarbowej poprzez perforację albo nadruk napisu WZÓR. Wg autorów katalogów z drugiego dziesięciolecia XXI w. stanowią one jedynie ciekawostkę kolekcjonerską – nadrukiem od klasycznych wzorów bankowych się nie różnią ale przeznaczeniem już tak.